# Scutellaria nana
A Scutellaria nana, também é conhecida como Dwarf skullcap.

## Usos Medicinais
O género Scutellaria possui vários usos medicinais.